# Почесні громадяни Катеринослава

## Почесні громадяни
| №   | ПІБ                                            | Коротка інформація | Дата присвоєння |
| --- | ---------------------------------------------- | --- | --------------- |
| 1.  | Дунін-Барковський Василь Дмитрович (1819–1892) | Катеринославський губернатор 1865–1870. | 1868            |
| 2.  | Поль Олександр Миколайович (1832–1890)         | Знаний промисловець і підприємець, а також громадський діяч Катеринослава. Засновник катеринославського гірничо-металургійного комплексу. | 1887            |
| 3.  | Алексєєв Георгій Петрович (1834–1914)          | Знаний діяч науки та освіти, почесний член імператорського російського археологічного товариства. | 1887            |
| 4.  | Дурново Іван Миколайович (1834–1903)           | Катеринославський губернатор 1870–1882. З 1882 — Заступник міністра, а з 1889 — міністр внутрішніх справ Росії. З 1895 — Глава Кабінету міністрів імперії. | 1888            |
| 5.  | Батюшков Дмитро Миколайович (1830–1909)        | З 1884 — губернатор Катеринослава. | 1890            |
| 6.  | Алексєєнко Надія Іванівна                      | Дружина купця Івана Мартиновича Алексєєнко, благодійниця, засновниця дитячої лікарні. | 1911            |
| 7.  | Родзянко Михайло Володимирович (1859–1924)     | З 1900 — голова Катеринославського губернського земського управління. Електрифікував і телефонізував місто, виклопотав гроші на будівництво обласного музею ім. Олександра Поля. Депутат III Державної думи від губернії, в 1912 стає головою IV Державної думи. | 1914            |
| 8.  | Алексєєнко Михайло Мартинович (1847–1917)      | З 1890 по 1899 — ректор Харківського університету. Депутат III і IV державних дум від Катеринославської губернії. | 1914            |
| 9.  | Урусов Микола Петрович (1863–1918)             | Дворянин, губернатор гродненський і полтавський, ватажок катеринославського дворянства (1908–1917 рр.), Громадський діяч, благодійник. | 1914            |
| 10. | Грекова Єлизавета Адріанівна (померла в 1915)  | Дружина голови міської думи Івана Грекова, діяч народної освіти. |                 |
| 11. | Мессарош Катерина Іванівна                     | Дворянка, діяч народної освіти. |                 |
| 12. | Риндовська Олександра Якимівна (1892–1905)     | В 1870 стала організатором «Товариства піклування про жіночу освіту в Катеринославі». |                 |